# Словітська сільська рада
| Словітська сільська рада — колишній орган місцевого самоврядування у Золочівському районі Львівської області з адміністративним центром у с. Словіта. Історична дата утворення: в 1939 році. Сільській раді підпорядковані населені пункти: - с. Словіта - с. Мазів - с. Якторів |

## Склад ради
Рада складається з 16 депутатів та голови.

### Керівний склад ради
| ПІБ                         | Основні відомості                                                                                         | Дата обрання | Дата звільнення |
| --------------------------- | --- | ------------ | --------------- |
| Діжак Олександра Іванівна   | Сільський голова, 1958 року народження, освіта, Всеукраїнське об'єднання «Батьківщина»                    | 26.03.2006   | 31.10.2010      |
| Діжак Олександра Іванівна   | Сільський голова, 1958 року народження, освіта середня спеціальна, Всеукраїнське об'єднання «Батьківщина» | 31.10.2010   | 23.11.2015      |
| Демський Володимир Петрович | Сільський голова, 1961 року народження, освіта вища                                                       |              |                 |

Примітка: таблиця складена за даними джерела